# Merostachys fischeriana
Merostachys fischeriana är en gräsart som beskrevs av Franz Josef Ivanovich Ruprecht och Johann es Christoph Christian Döll. Merostachys fischeriana ingår i släktet Merostachys och familjen gräs. Inga underarter finns listade i Catalogue of Life.